# 毛花铁线莲
毛花铁线莲（学名：Clematis dasyandra）为毛茛科铁线莲属下的一个种。

## 扩展阅读
- 維基物種上的相關：毛花铁线莲